# Derek Conway
Derek Leslie Conway, född 15 februari 1953 i Newcastle-upon-Tyne, är en brittisk konservativ politiker. Han var parlamentsledamot för valkretsen Old Bexley and Sidcup från 2001 till 2010. Innan dess representerade han Shrewsbury and Atcham från 1983 till 1997.  Han var biträdande minister (junior minister) i John Majors regering.
Derek Conway är mycket EU-skeptisk och röstade till och med mot Enhetsakten, som stöddes av Margaret Thatchers regering. Han förespråkar också återinförande av dödsstraff.